# Pista del Mayoreo
La Pista del Mayoreo es una vía urbana localizada en el este de la ciudad de Managua, Nicaragua. Esta pista conecta la Pista Pedro Joaquín Chamorro al norte con la Pista La Sabana o Carretera a Sabana Grande al sur, funcionando como una ruta de alivio vehicular alrededor del Mercado Mayoreo.

## Trazado
La pista inicia desde la intersección con la Pista Pedro Joaquín Chamorro, en las cercanías del barrio José Benito Escobar, bordeando el complejo comercial del Mercado Mayoreo y el Centro de Ferias. A lo largo de su recorrido de aproximadamente 2.1 kilómetros, cruza vías importantes como la Pista Larreynaga, la Calle Finlandia, la Calle Dinamarca y la Calle Suecia, finalizando en su conexión con la Pista La Sabana, también conocida como Carretera a Sabana Grande, cerca del barrio Arlen Siu.

## Características
La vía está compuesta por dos carriles en cada sentido, con separación central, aceras y alumbrado público. Se considera una vía estratégica para el transporte de carga, comercio mayorista y conexión con barrios del este de Managua.

## Barrios que atraviesa
- José Benito Escobar
- Bertha Díaz
- Laureles Norte